# Dicranomyia (Dicranomyia) yaksha
Dicranomyia (Dicranomyia) yaksha is een tweevleugelige uit de familie steltmuggen (Limoniidae). De soort komt voor in het Oriëntaals gebied.